# Biblioteca Literària

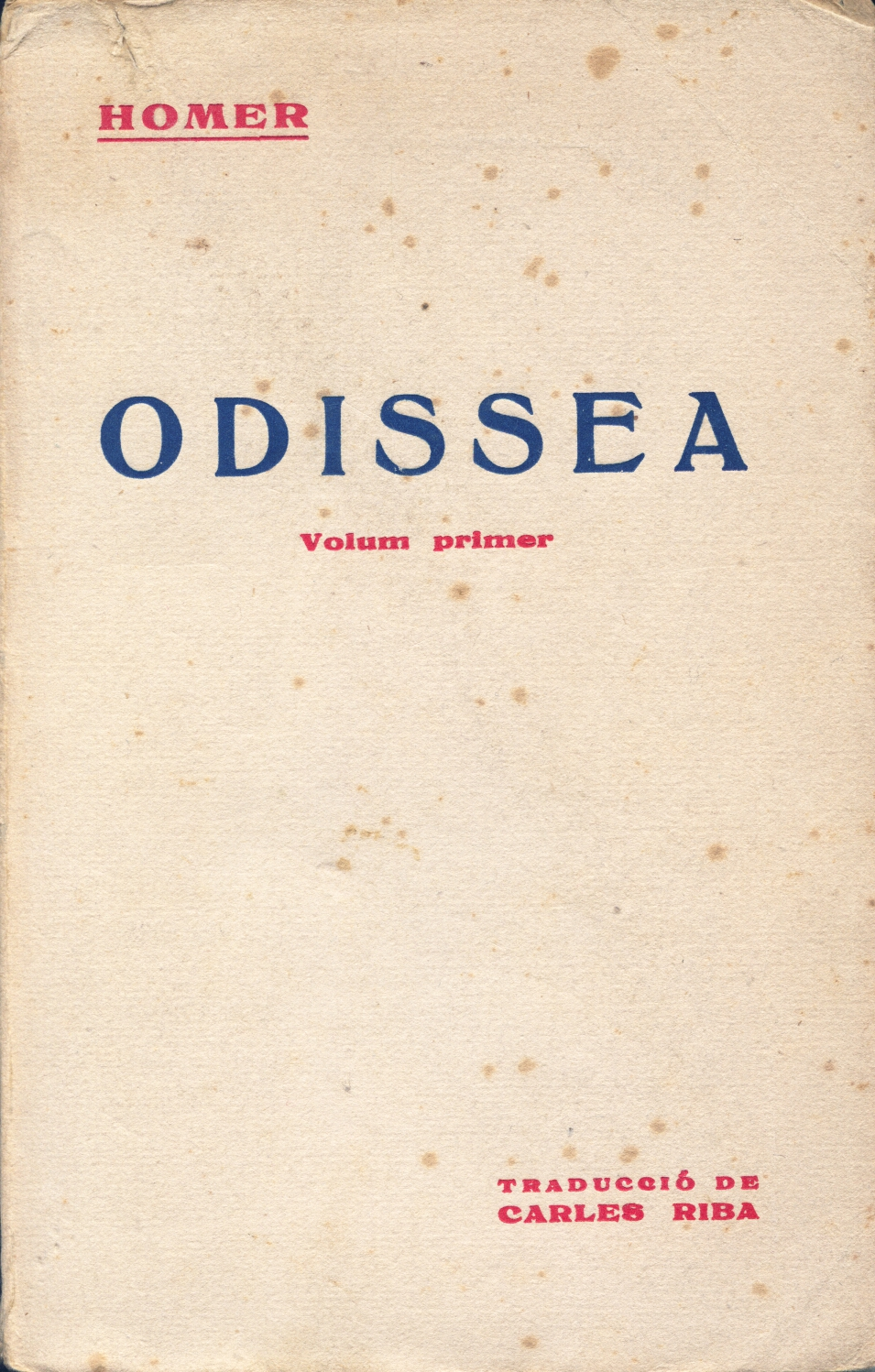
Portada del volum primer de l'Odissea, d'Homer, trad. de Carles Riba, publicat a la Biblioteca Literària

La Biblioteca Literària és una col·lecció de llibres publicats per l'Editorial Catalana entre el 1918 i el 1924, que comprèn traduccions al català d'obres clàssiques i de narrativa estrangera de l'època. Tenia com a objectiu incorporar a la llengua catalana les obres mestres de la literatura universal, mitjançant la traducció directa de prestigiosos escriptors com, entre d'altres, Josep Carner (director literari de l'editorial) o Carles Riba. Homer, Virgili, Molière, William Shakespeare, Edgar Allan Poe, Charles Dickens o Mark Twain foren alguns dels autors publicats. Malgrat tenir per objecte la literatura estrangera, incorporà alguns títols de literatura en llengua catalana, especialment a partir de 1923, quan incorporà els títols de l'altra col·lecció de l'editorial, la Biblioteca Catalana. A finals de l'any 1924 la col·lecció, com la resta de publicacions de l'Editorial Catalana, passà a mans de la Llibreria Catalònia, mitjançant la intervenció d'Antoni López i Llausàs.

## Títols de la col·lecció

### 1918
- 1-2. Virgili: Eneida, traducció de Mn. Llorenç Riber
- 3. Dickens: Una cançó nadalenca, traducció de Josep Carner
- 4. Mark Twain: L'elefant blanc robat, traducció de Josep Carner
- 5. Hans Christian Andersen: Contes, traducció de J. d'Albaflor (Josep Carner), il·lustracions de Torné Esquius
- 6. Mark Twain: Les aventures de Tom Sawyer, traducció de Josep Carner
- 7. Edgar A. Poe: Els assassinats del carrer Morgue, traducció de Carles Riba
- 8. William Shakespeare: Coriolà, traducció de Magí Morera i Galícia
- 9. Goethe: Herman i Dorotea, traducció de Josep Lleonart i Maragall
- Traducció de Hàmlet de William Shakespeare publicada a Barcelona l'any 192010. Carles Soldevila: L'abrandament

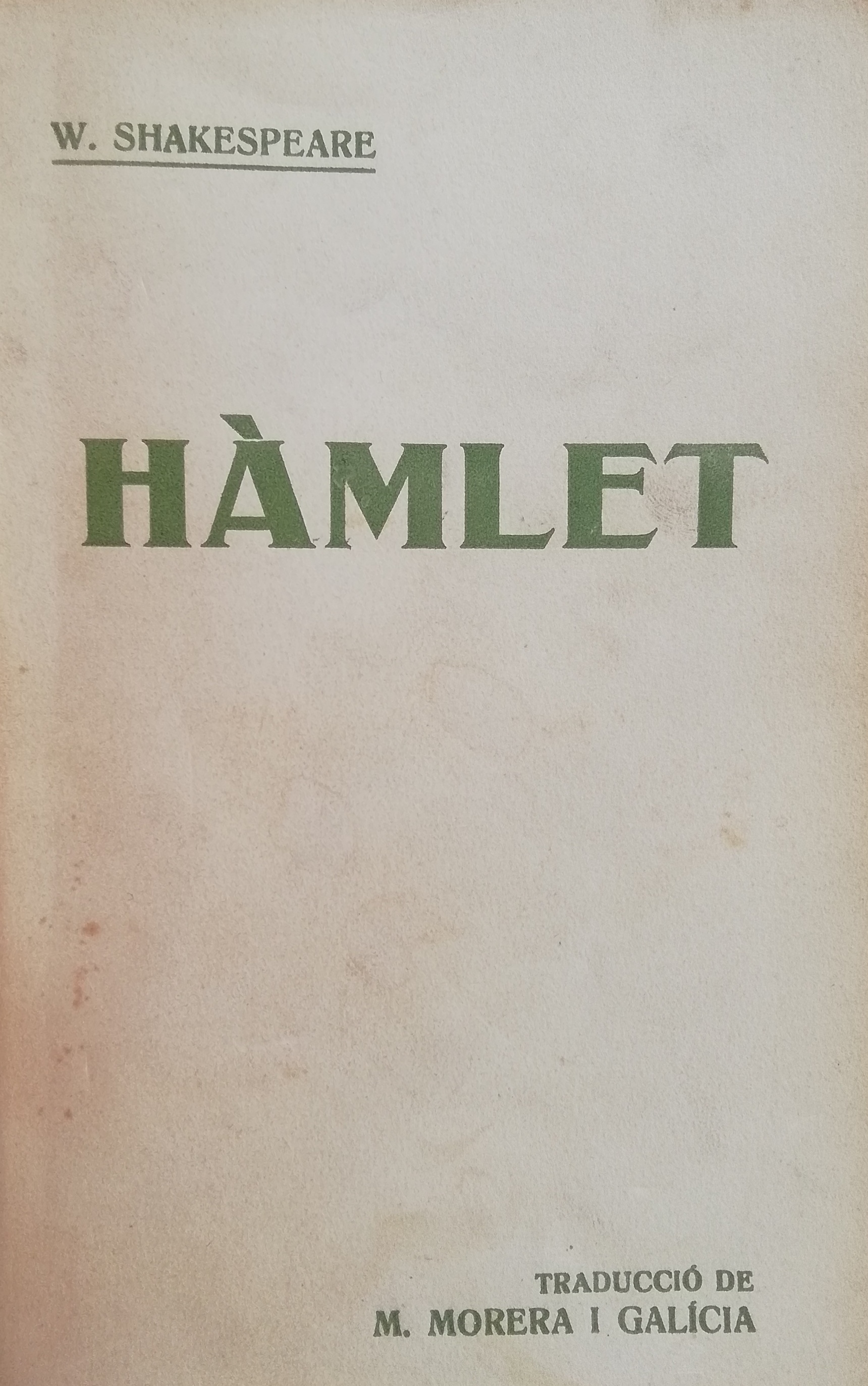
Traducció de Hàmlet de William Shakespeare publicada a Barcelona l'any 1920

- 11. George Eliot (Mary Ann Evans) : Silas Marner, traducció de Josep Carner
- 12. Erckmann-Chatrian: L'amic Fritz, traducció de Joan Sitjar

### 1919
- 13. Molière: El burgès gentilhome, traducció de Josep Carner
- 14. Selma Lagerlöf: Els Ingmarsson, traducció de Joan Sitjar
- 15. Grimm: Contes d'infants i de la llar (Vol. I), traducció de Carles Riba
- 16. Joaquim Ruyra: La parada
- 17-18. Arnold Bennett: El preu de l'amor (dos volums), traducció de J. d'Albaflor (Josep Carner)
- 19. Auguste Villiers de L'Isle-Adam: Contes cruels, traducció de Joaquim Folguera i Josep Carner
- 20-21-22. Homer: Odissea, traducció de Carles Riba
- 23. Oliver Goldsmith: El vicari de Wakefield, traducció de Josep Farran i Mayoral
- 24. Erckmann-Chatrian: El tresor del vell cavaller, traducció de Joan Sitjar (Josep Carner)

### 1920
- 25. Shakespeare: Hamlet, traducció de Magí Morera i Galícia
- 26. Plutarc: Vides d'Alexandre i de Cèsar, traducció de Carles Riba
- 27. Alfred de Musset: Margot, traducció de J. d'Albaflor (Josep Carner)
- 28-29-30. Arnold Bennett: Aquests dos (tres volums), traducció de J. d'Albaflor (Josep Carner)

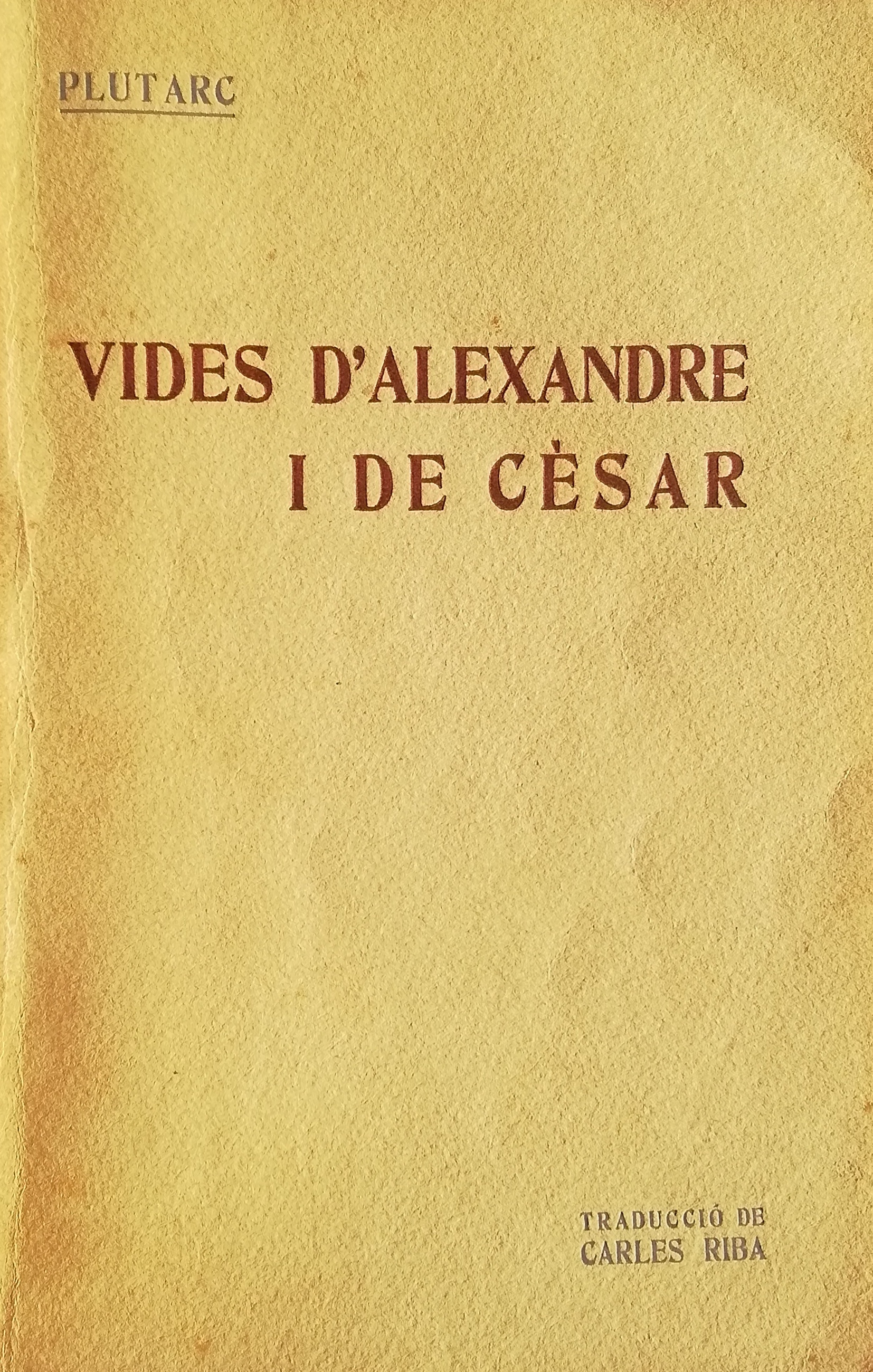
Vides d'Alexandre i de Cèsar de Plutarc, traducció catalana publicada a Barcelona l'any 1920

- Vides d'Alexandre i de Cèsar de Plutarc, traducció catalana publicada a Barcelona l'any 192031. Llorenç Riber: Els camins del paradís perdut
- 32. Jerome K. Jerome: Tres anglesos s'esbargeixen, traducció de M.Ferrando i J.M. Mustieles
- 33. Goethe: Goetz de Berlichingen, traducció de Manuel Raventós
- 34. Josep Maria López-Picó: De les mil i una nits
- 35. Rudyard Kipling: El llibre de la jungla (vol. I), traducció de Marià Manent
- 36. Sòfocles: Antígona - Electra, traducció de Carles Riba

### 1921
- 37. Sal·lusti: La conjuració de Catilina - La guerra de Jughurta, traducció de Mn. Llorenç Riber
- 38. Germans Grimm: Contes d'infants i de la llar (vol. II), traducció de Carles Riba
- 39. N. Gogol: L'inspector, traducció de Carles Riba
- 40. Eugeni Scribe: L'Art de conspirar - Els Inconsolables, traducció de Joaquim Ruyra
- 41. Jerome K. Jerome: Tres homes dins d'una barca, traducció de J.M. Mustieles
- 42. Joseph Bédier: El romanç de Tristany i Isold, traducció de Damià Pujol (Carles Riba)
- 43. Bernardin de Saint Pierre: Pau i Virgínia, traducció de Pere Bergós (Josep Carner)
- 44. Lafontaine: Faules, traducció de Josep Carner
- 45. Moliere: El malalt imaginari - El casament per força, traducció de Josep Carner
- 46. Ernest de Kleist: Miquel de Kolhaas, traducció d'Ernest Martínez i Ferrando
- 47. Louis Bertrand: La infantesa (vol. I), traducció de Joaquim Pellicena

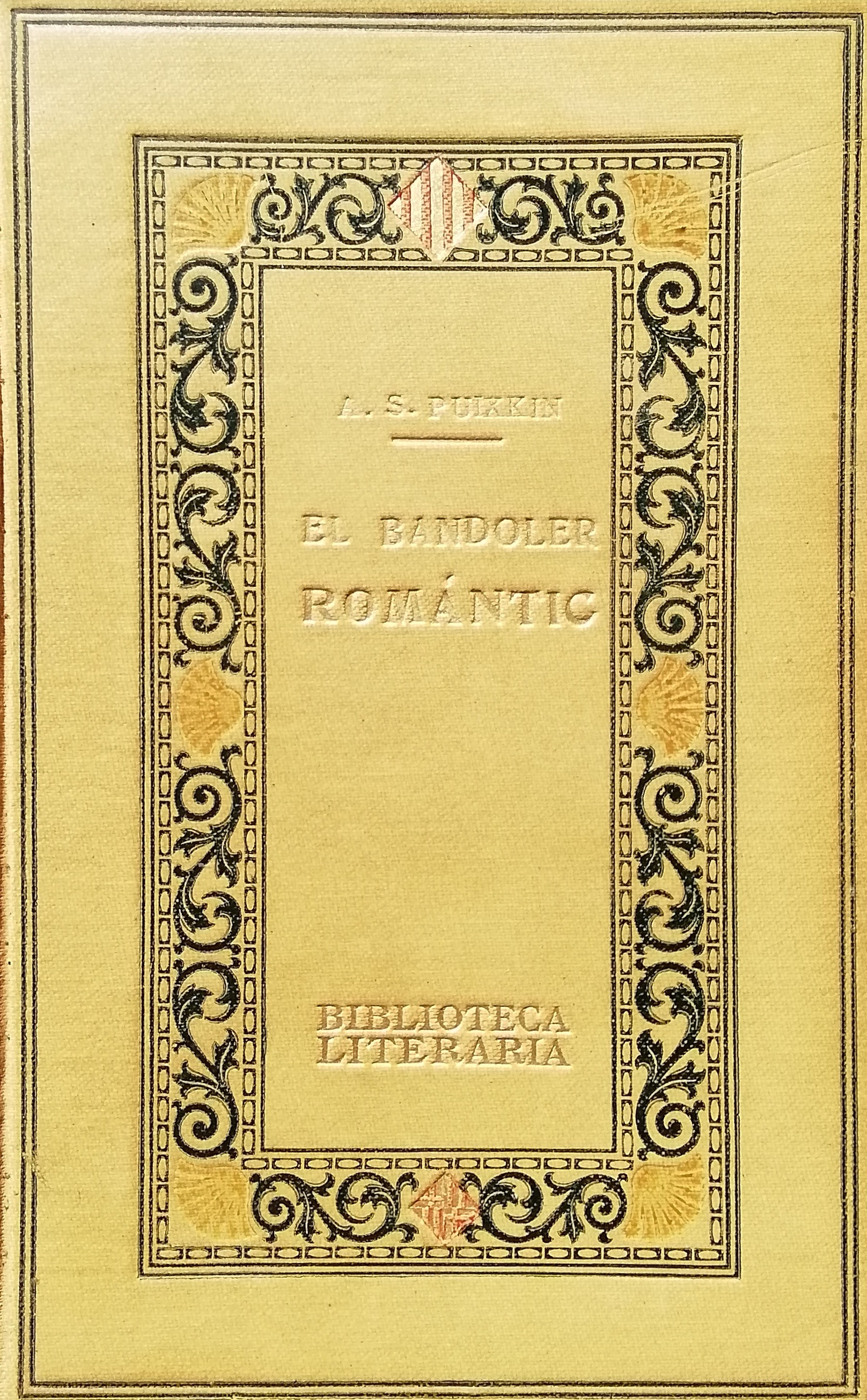
El Bandoler Romàntic, i dins del mateix llibre La Dame de Pique i Un Tret, d'Alexander Puixkin, en la traducció catalana publicada a Barcelona l'any 1921

- El Bandoler Romàntic, i dins del mateix llibre La Dame de Pique i Un Tret, d'Alexander Puixkin, en la traducció catalana publicada a Barcelona l'any 192148. Aleksandr Puixkin: El bandoler romàntic, traducció de Rudolf Jan Slaby

### 1922
- 49-50. Xenofont: Els deu mil (2 vol.), traducció de Carles Riba
- 51-52. Walter Scott: El talismà (2 vol.), traducció de Carles Capdevila i Recasens
- 53. Henryk Sienkiewicz: Endebades, traducció de Josep Maria Girona
- 54. Josep Maria López-Picó: Lleures barcelonins
- 55. Francesc Pelagi Briz: La panolla, (tria d'Emili Vallès)
- 56. Aleksandr Puixkin: La filla del capità, traducció de Rudolf Jan Slaby
- 57. Valeri Serra i Boldú, Aplec de rondalles
- 58. Henryk Sienkiewicz, Bàrtek el vencedor i altres contes, traducció de Carles Riba
- 59. Alfons Maseras, Setze contes
- 60. Pierre Benoit: El pas dels gegants, traducció de Joan Arús

### 1923

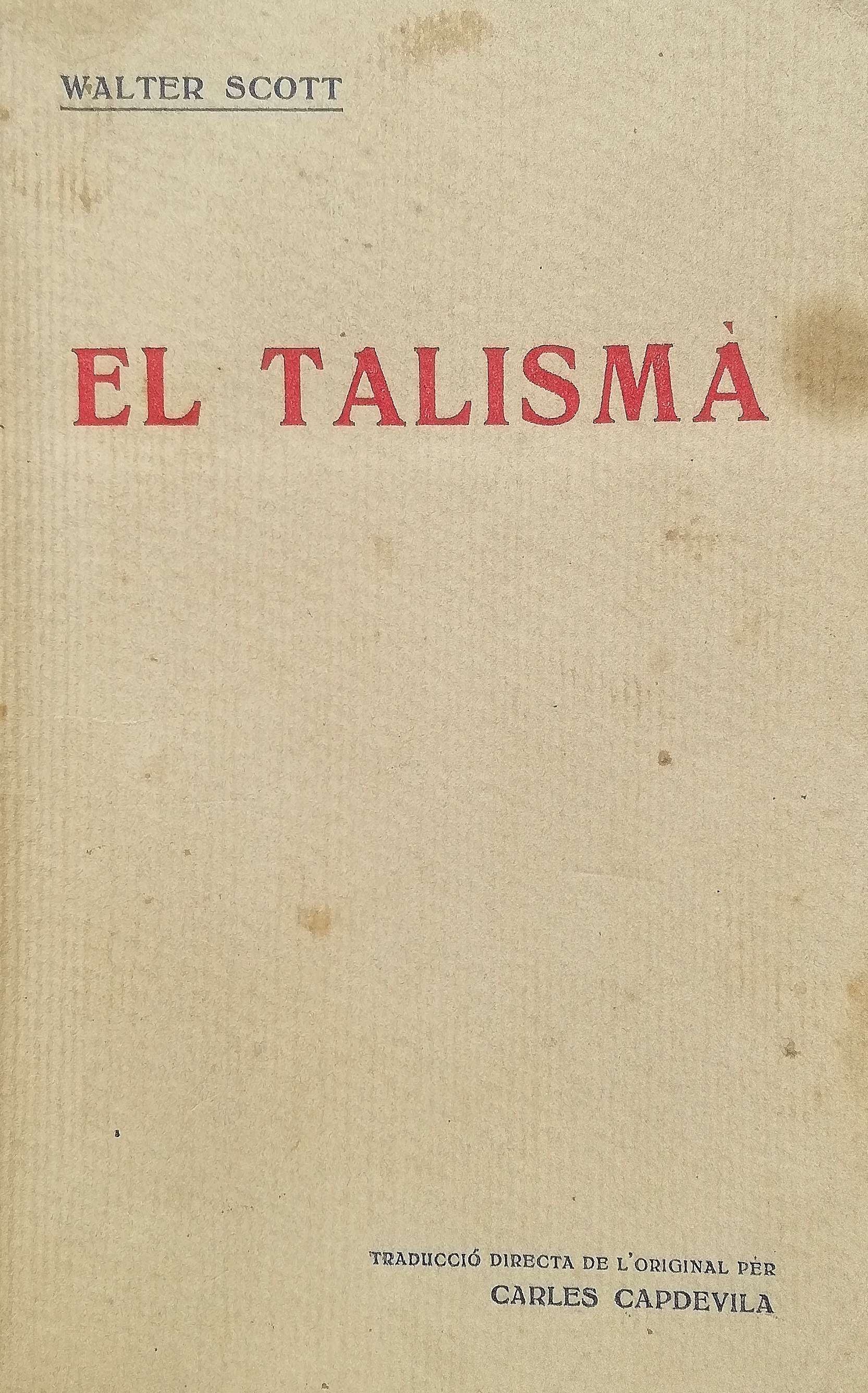
El Talismà (The Talisman) de Walter Scott, traducció catalana en dos volums publicada a Barcelona l'any 1922

- El Talismà (The Talisman) de Walter Scott, traducció catalana en dos volums publicada a Barcelona l'any 192261. Prudenci Bertrana: El meu amic Pellini
- 62. William Shakespeare: Romeu i Julieta, traducció de Magí Morera i Galícia
- 63. Madame de La Fayette: La princesa de Clèves, traducció de Rafael Marquina
- 64. Jonathan Swift: Viatges de Gulliver, traducció de Josep Farran i Mayoral
- 65. Jacint Verdaguer, Poesies, selecció de Carles Riba
- 66. Rudyard Kipling: El llibre de la jungla (vol. II), traducció de Marià Manent
- 67-68. Alessandro Manzoni: Els promesos (vol. I i II), traducció de Maria Antònia Salvà
- 69. Miquel Costa i Llobera: Líriques, tria de Joan Estelrich i Josep Maria Capdevila
- 70. Josep Roig i Raventós: L'ermità Maurici
- 71. Alphonse Daudet: Lletres del meu molí, traducció de Lluís Bertran i Carles Soldevila
- 72. Alexandre Plana: A l'ombra de Santa Maria del Mar

### 1924
- 73-74. Božena Němcová: L'àvia (2 vol.), traducció de Rudolf Jan Slaby
- 75. Alessandro Manzoni: Els promesos (vol. III)., traducció de Maria Antònia Salvà
- 76. Louis Bertrand: La infantesa (vol. II), traducció de Joaquim Pellicena

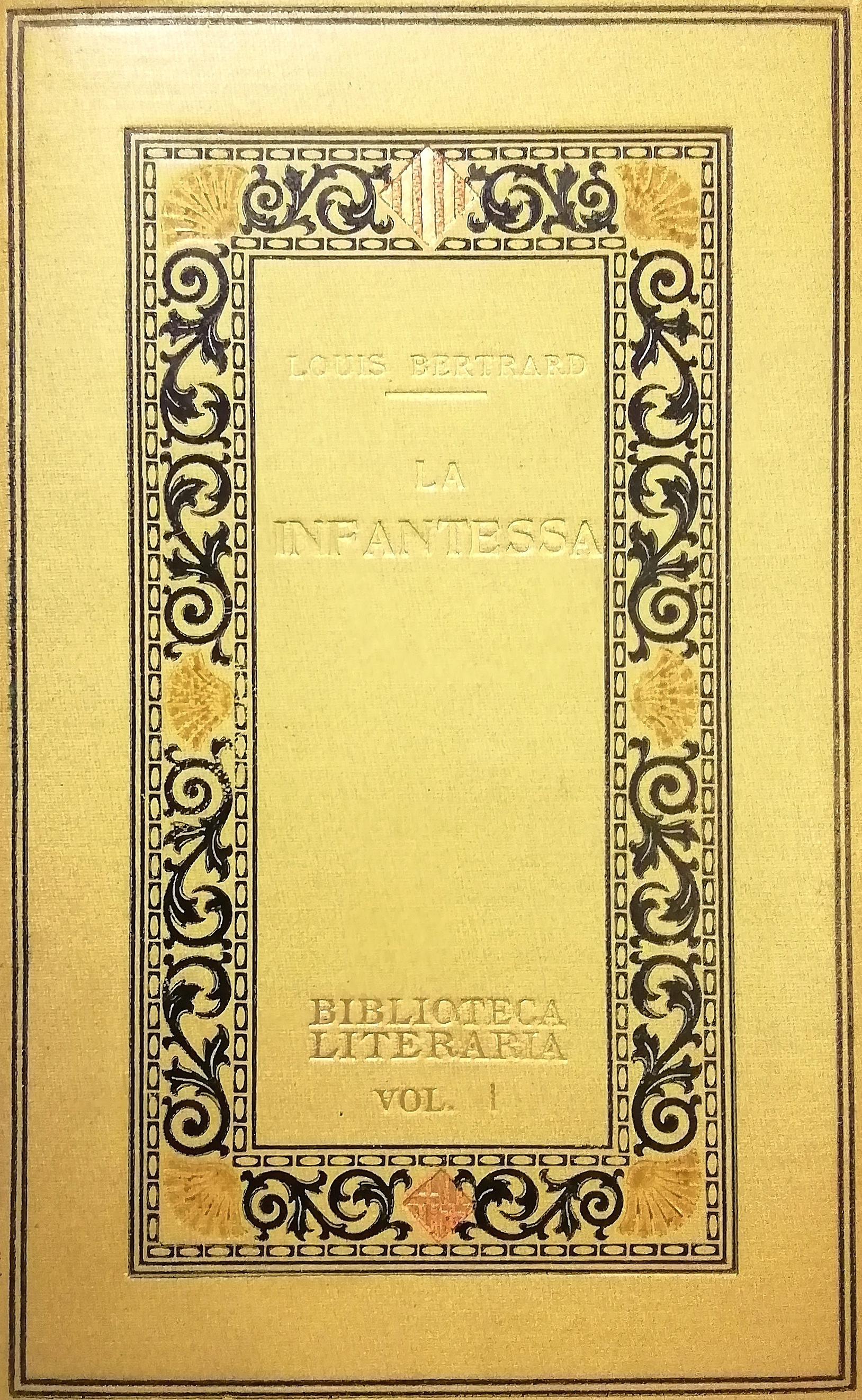
La infantesa (L'Infante) de Louis Bertrand és una novel·la històrica brodada sobre la llegenda d'Agnès de Llar de Vilafranca de Conflent a la Catalunya francesa. Es va traduir i publicar en dos volums a Barcelona l'any 1921. En aquesta novel·la, que va tenir un èxit remarcable l'any 1920, Louis Bertrand escriu la seva visió literària sobre Catalunya.

### Nova sèrie
- 77. Josep Carner: La inútil ofrena
- 78. William Shakespeare: El marxant de Venècia, traducció de Magí Morera i Galícia
- 79. J. Ernest Martínez Ferrando: Històries i fantasies
- 80. Erckmann-Chatrian: Rondalles de poble, traducció de Joaquim Ruyra ºº
- 81. Josep Roig i Raventós: Flama vivent

A partir d'aquí ja com a col·lecció de l'editorial Llibreria Catalònia
- 82. Josep Carner: Les Bonhomies
- 83. Gottfried Keller: La gent de Seldwyla, traducció de Carles Riba
- 84. Miquel Llor: Història gris
- 85. Alphonse Daudet: Fromont i Risler, traducció d'Emili Vallès
- 86. -87 Daniel Defoe: Robinson Crusoe, traducció de Josep Carner
- 88. Salvador Albert: Poesies
- 89. Louis Hémon: Maria Chapdelaine, traducció de Tomàs Garcés.